# Sawonia

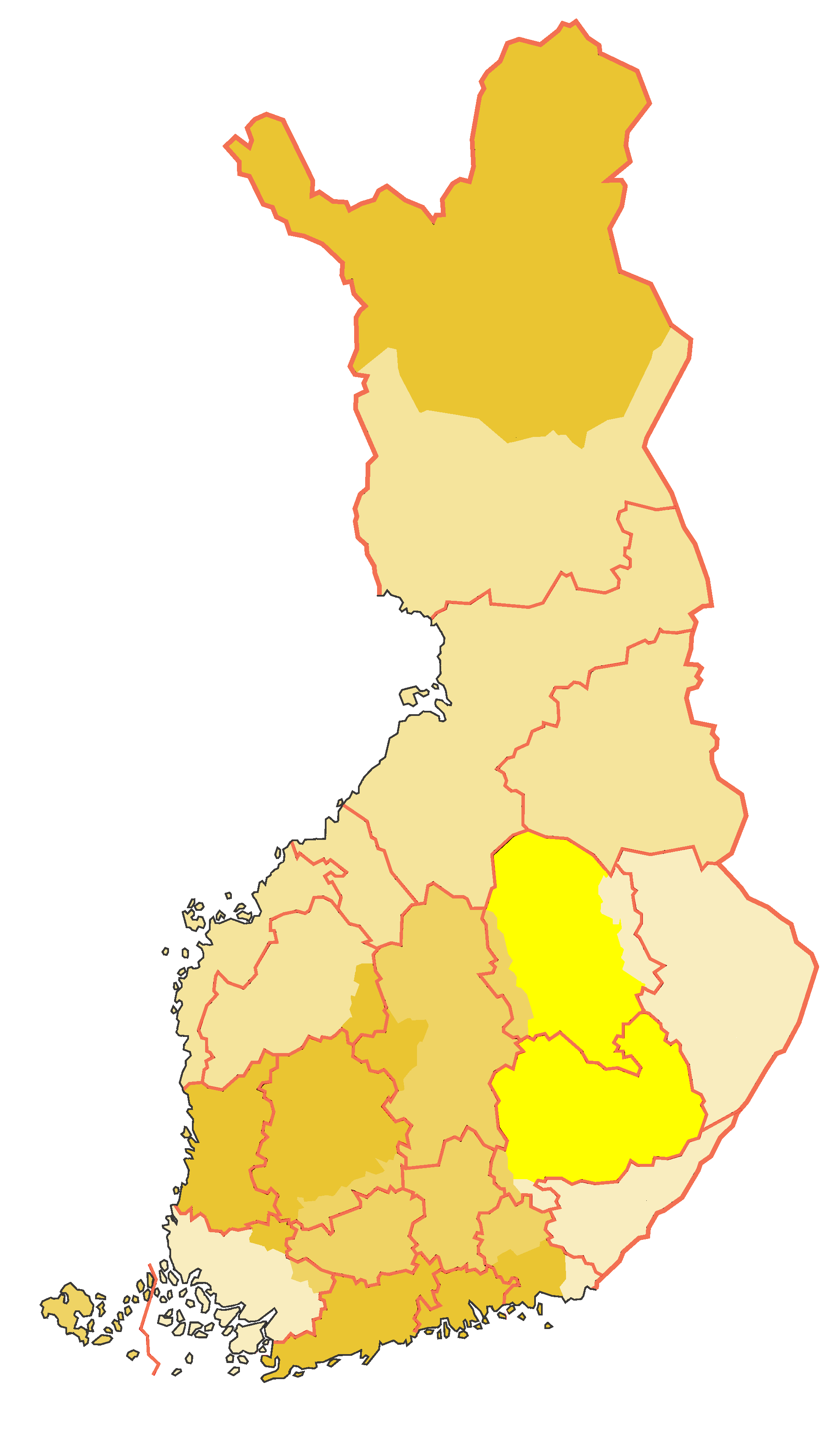
Historyczna prowincja Sawonia
(granice nowoczesnej prowincji,
regiony w kolorze różowym)

Herb Sawonii

Sawonia (fiń. Savo, także Savonia; szw. Savolax) – fińska prowincja historyczna, zwykle dzielona na Sawonię Południową, z głównym ośrodkiem w Mikkeli oraz Sawonię Północną z centrum w Kuopio. Region cechuje duża odrębność zwyczajów, własne tradycje, a także silnie zakorzeniony dialekt.

## Historia
Sawonia, która była częścią Szwecji od późnych lat XIII wieku, została oddzielona od tego kraju, kiedy w 1809 roku Finlandia została scedowana na rzecz Imperium Rosyjskiego. Prowincje nie mają funkcji administracyjnych, lecz funkcjonują w świadomości historycznej w obu krajach.

## Sławni mieszkańcy Sawonii
- Urho Kaleva Kekkonen – były prezydent Finlandii
- Paavo Lipponen – były przewodniczący Rady Europy
- Erkki Liikanen
- Spede Pasanen